# Lijst van voetbalinterlands Bermuda - Haïti (vrouwen)
Deze lijst van voetbalinterlands is een overzicht van alle officiële voetbalinterlands tussen de nationale vrouwenteams van Bermuda en Haïti. De landen hebben tot nu toe drie keer tegen elkaar gespeeld.

## Wedstrijden
| № | Plaats         | Datum            | Competitie                                       | Wedstrijd       | Uitslag |
| - | -------------- | ---------------- | ------------------------------------------------ | --------------- | ------- |
| 1 | Port-au-Prince | 9 augustus 2000  | CFU Women's Caribbean Cup                        | Haïti − Bermuda | 3 − 0   |
| 2 | Port of Spain  | 8 september 2006 | Noord-Amerikaans kampioenschap 2006 kwalificatie | Bermuda − Haïti | 0 − 5   |
| 3 | Couva          | 19 augustus 2014 | CFU Women's Caribbean Cup                        | Haïti − Bermuda | 5 − 1   |

## Samenvatting
| Competitie                                  | Totaal gespeeld | Winst Bermuda | Gelijk | Winst Haïti | Doelsaldo Bermuda – Haïti |
| ------------------------------------------- | --------------- | ------------- | ------ | ----------- | ------------------------- |
| Noord-Amerikaans kampioenschap kwalificatie | 1               | 0             | 0      | 1           | 0 − 5                     |
| CFU Women's Caribbean Cup                   | 2               | 0             | 0      | 2           | 1 − 8                     |
| Totaal                                      | 3               | 0             | 0      | 3           | 1 − 13                    |